# AACTA al miglior attore non protagonista
L'AACTA al miglior attore non protagonista (AACTA Award for Best Actor in a Supporting Role) è un premio cinematografico assegnato annualmente all'attore in un ruolo di supporto in un film di produzione australiana votato come migliore dall'Australian Academy of Cinema and Television Arts.
Assegnato per la prima volta nel 1975 come premio speciale e dal 1976 come premio competitivo, è stato consegnato dall'Australian Film Institute fino al 2010 con il nome di AFI al miglior attore non protagonista.

## Vincitori e candidati

### Anni 1970
- 1975
  - Barry Humphries - The Great MacArthy
  - Reg Lye - Domenica, troppo lontano (Sunday Too Far Away)
- 1976
  - Drew Forsythe - Caddie
  - Jonathan Hardy - Il cortile del diavolo (The Devil's Playground)
  - Thomas Keneally - Il cortile del diavolo (The Devil's Playground)
  - Tony Llewellyn-Jones - Picnic ad Hanging Rock (Picnic at Hanging Rock)
- 1977
  - John Ewart - The Picture Show Man
  - John Ewart - Let the Balloon Go
  - Bill Hunter - Braccato a vita (Mad Dog Morgan)
  - Christopher Pate - Legno greggio (Raw Deal)
- 1978
  - Ray Barrett - The Chant of Jimmie Blacksmith
  - Peter Carrol - The Chant of Jimmie Blacksmith
  - Don Crosby - Newsfront
  - Chris Haywood - Newsfront
- 1979
  - Alwyn Kurts - Tim - Un uomo da odiare (Tim)
  - Michael Duffield - The Last of the Knucklemen
  - Robert Grubb - La mia brillante carriera (My Brilliant Career)
  - Hugh Keays-Byrne - Interceptor (Mad Max)

### Anni 1980
- 1980
  - Bryan Brown - Esecuzione di un eroe (Breaker Morant)
  - Lewis Fitz-Gerald - Esecuzione di un eroe (Breaker Morant)
  - Dennis Miller - Stir
  - Charles Tingwell - Esecuzione di un eroe (Breaker Morant)
- 1981
  - Bill Hunter - Gli anni spezzati (Gallipoli)
  - Max Cullen - Hoodwink
  - Harold Hopkins - The Club
  - Bill Kerr - Gli anni spezzati (Gallipoli)
- 1982
  - Warren Mitchell - Norman Loves Rose
  - David Argue - Going Down
  - John Bell - Far East
  - Garry McDonald - Il film pirata (The Pirate Movie)
- 1983
  - John Hargreaves - Careful, He Might Hear You
  - Simon Chilvers - Buddies
  - John Meillon - L'anitra selvatica (The Wild Duck)
  - Martin Vaughan - The Winds of Jarrah
- 1984
  - Steve Bisley - Silver City
  - David Argue - La banda della BMX (BMX Bandits)
  - Steve Bisley - Fast Talking
  - Peter Hehir - Fast Talking
- 1985
  - Nique Needles - The Boy Who Had Everything
  - Bryan Brown - Rebel Matt, soldato ribelle (Rebel)
  - Jon Ewing - Bliss
  - Mark Little - An Indecent Obsession
- 1986
  - John Hargreaves - Malcolm
  - Maurie Fields - Death of a Soldier
  - Mark Little - Short Changed
  - John Walton - Kangaroo
- 1987
  - Ben Mendelsohn - The Year My Voice Broke
  - Donald Pleasence - Ground Zero
  - Bobby Smith - Initiation
  - Steven Vidler - Una moglie per bene (The Umbrella Woman)
- 1988
  - Kim Gyngell - Boulevard of Broken Dreams
  - Bruno Lawrence - Cronaca nera (Grievous Bodily Harm)
  - Paul Livingston - Navigator - Un'odissea nel tempo (The Navigator: A Medieval Odyssey)
  - John Meillon - Segreti inconfessabili (The Everlasting Secret Family)
- 1989
  - Chris Haywood - Emerald City
  - John Darling - Sweetie
  - Kym Gyngell - Heaven Tonight
  - Bogdan Koca - Ghosts… of the Civil Dead

### Anni 1990
- 1990
  - Steve Bisley - Cuccata per il week-end (The Big Steal)
  - John Polson - Giuramento di sangue (Blood Oath)
  - Bartholomew Rose - Flirting
  - Toshi Shioya - Giuramento di sangue (Blood Oath)
- 1991
  - Russell Crowe - Istantanee (Proof)
  - Chris Haywood - Aya
  - Alwyn Kurts - Spotswood
  - John Moore - Deadly
- 1992
  - Barry Otto - Ballroom - Gara di ballo (Strictly Ballroom)
  - Bill Hunter - Ultimi giorni da noi (The Last Days of Chez Nous)
  - Daniel Pollock - Skinheads (Romper Stomper)
  - August Schellenberg - Manto nero (Black Robe)
- 1993
  - David Ngoombujarra - Blackfellas
  - Nico Lathouris - Amore ribelle (The Heartbreak Kid)
  - Sam Neill - Lezioni di piano (The Piano)
  - Barry Otto - The Custodian
- 1994
  - Max Cullen - Spider & Rose
  - Bill Hunter - Le nozze di Muriel (Muriel's Wedding)
  - Kiet Lam - Traps
  - John Polson - Tutto ciò che siamo (The Sum of Us)
- 1995
  - Ray Barrett - Hotel Sorrento
  - Ben Mendelsohn - Metal Skin
  - Noah Taylor - Dad and Dave: On Our Selection
  - Ben Thomas - Hotel Sorrento
- 1996
  - Armin Mueller-Stahl - Shine
  - Ray Barrett - Bugie geniali (Brilliant Lies)
  - Robert Morgan - Life
  - Barry Otto - Pazzi per Mozart (Cosi)
- 1997
  - Andrew S. Gilbert - Kiss or Kill
  - Chris Haywood - Kiss or Kill
  - Simon Lyndon - Blackrock
  - Charles Tingwell - Casa dolce casa (The Castle)
- 1998
  - John Polson - The Boys
  - Paul Capsis - Head On
  - Anthony Hayes - The Boys
  - Geoffrey Rush - Con un po' d'anima (A Little Bit of Soul)
- 1999
  -  Bryan Brown - Two Hands
  - Roy Billing - Siam Sunset
  - Mitchell Butel - Strani attacchi di passione (Strange Fits of Passion)
  - Andrew S. Gilbert - Paperback Hero

### Anni 2000
- 2000
  - Simon Lyndon - Chopper
  - Martin Henderson - Kick - Nati per ballare (Kick)
  - Sam Neill - My Mother Frank
  - Terry Norris - Innocence
- 2001
  - Vince Colosimo - Lantana
  - Alex Dimitriades - La spagnola
  - Andrew S. Gilbert - Mullet
  - Richard Roxburgh - Moulin Rouge!
- 2002
  - Nathaniel Dean - Walking on Water
  - Luke Carroll - Australian Rules
  - Joel Edgerton - The Hard Word
  - David Gulpilil - La generazione rubata (Rabbit-Proof Fence)
- 2003
  - David Ngoombujarra - Black and White
  - Orlando Bloom - Ned Kelly
  - Tony Bonner - Liquid Bridge
  - Mitchell Butel - Gettin' Square
  - David Field - Gettin' Square
- 2004
  - Erik Thomson - Somersault
  - Nathaniel Dean - Somersault
  - Dan Spielman - Tom White
  - Hugo Weaving - Il vecchio che leggeva romanzi d'amore (The Old Man Who Read Love Stories)
- 2005
  - Anthony Hayes - Look Both Ways - Amori e disastri (Look Both Ways)
  - Martin Henderson - Little Fish
  - John Hurt - La proposta (The Proposition)
  - Robert Menzies - Three Dollars
- 2006
  - Anthony Hayes - Suburban Mayhem
  - Tom Budge - Last Train to Freo
  - Ronald Jacobson - Kenny
  - Geoffrey Rush - Paradiso + Inferno (Candy)
- 2007
  - Marton Csokas - Meno male che c'è papà - My Father (Romulus, My Father)
  - Russell Dykstra - Meno male che c'è papà - My Father (Romulus, My Father)
  - Frankie J. Holden - Il matrimonio è un affare di famiglia (Clubland)
  - Richard Wilson - Il matrimonio è un affare di famiglia (Clubland)
- 2008
  - Luke Ford - The Black Balloon
  - Joel Edgerton - The Square
  - Anthony Hayes - The Square
  - Erik Thomson - The Black Balloon
- 2009
  - Oscar Isaac - Balibo
  - Bryan Brown - Beautiful Kate
  - Damon Gameau - Balibo
  - Brandon Walters - Australia

### Anni 2010
- 2010
  - Joel Edgerton - Animal Kingdom
  - Guy Pearce - Animal Kingdom
  - Kodi Smit-McPhee - So che ci sei (Matching Jack)
  - Sullivan Stapleton - Animal Kingdom
- 2012
  - Hugo Weaving - Oranges and Sunshine
  - John Gaden - The Eye of the Storm
  - Sam Neill - The Hunter
  - Robert Rabiah - Face to Face
- 2013
  - Antony Starr - Wish You Were Here
  - Ryan Corr - Not Suitable for Children
  - Liev Schreiber - Mental
  - Gary Waddell - The King Is Dead!
- 2014
  - Joel Edgerton -  Il grande Gatsby (The Great Gatsby)
  - Marton Csokas - Dead Europe
  - Suthep Po-ngam - The Rocket
  - Angus Sampson - 100 Bloody Acres
- 2015/I
  - Yılmaz Erdoğan - The Water Diviner
  - Patrick Brammall - The Little Death
  - Robert Pattinson - The Rover
  - T.J. Power - The Little Death
- 2015/II
  - Hugo Weaving - The Dressmaker - Il diavolo è tornato (The Dressmaker)
  - Mark Coles Smith - Last Cab to Darwin
  - Alex Dimitriades - Ruben Guthrie
  - Anthony LaPaglia - Holding the Man
- 2016
  - Hugo Weaving - La battaglia di Hacksaw Ridge (Hacksaw Ridge)
  - Mark Coles Smith - Pawno
  - Damon Herriman - Down Under
  - Sam Neill - The Daughter
- 2017
  - Dev Patel - Lion - La strada verso casa (Lion)
  - Don Hany - Il matrimonio di Ali (Ali's Wedding)
  - Jack Thompson - Don't Tell
  - Hugo Weaving - Jasper Jones
- 2018
  - Simon Baker - Breath
  - Fayssal Bazzi - The Merger
  - Russell Crowe - Boy Erased - Vite cancellate (Boy Erased)
  - Joel Edgerton - Boy Erased - Vite cancellate (Boy Erased)
  - Josh McConville - 1%
- 2019
  - Joel Edgerton - Il re
  - Damon Herriman - The Nightingale
  - Andrew Luri - Hearts and Bones
  - Ben Mendelsohn - Il re
  - Michael Sheasby - The Nightingale
- 2020
  - Ben Mendelsohn - Babyteeth - Tutti i colori di Milla
  - Fayssal Bazzi - Measure for Measure
  - Russell Crowe - The Kelly Gang
  - Aaron Jeffery - The Flood
  - Wesley Patten - H is for Happiness
- 2021
  - Anthony LaPaglia - Nitram
  - Michael Caton - Rams
  - Baykali Ganambarr - The Furnace
  - Sean Mununggurr - High Ground: Il cacciatore di taglie
  - Jack Thompson - High Ground: Il cacciatore di taglie
- 2022
  - Sean Harris - The Stranger - Nella mente del killer
  - Simon Baker – Blaze
  - Jemaine Clement - Nude Tuesday
  - Malachi Dower-Roberts - The Drover's Wife
  - Tom Hanks - Elvis
- 2023
  - Hugo Weaving - The Rooster
  - Mojean Aria - Shayda
  - Eric Bana - Blueback
  - Wayne Blair - The New Boy
  - Rob Collins - Limbo
  - Zoe Terakes - Talk to Me